# Brouwerij Torrekens
Brouwerij Torrekens is een voormalige brouwerij te Aaigem en was actief van eind 1882 tot 1956.

## Geschiedenis
Octaaf Torrekens startte de brouwerij in 1882 en werd opgevolgd door zoon Oswald. In 1951 nam André  het over maar stopte in 1956 met brouwen.

## Bieren[2]
- Bock
- Export
- Export Cambrinus
- Speciaal Cambrinus
- Speciale Tor Ale
- Tafelbier Blond
- Tafelbier Bruin
- Tor Pils